# Anders W. Andersen
Anders Wilhelm Andersen (12. juli 1924 – 2. december 1943) var en dansk modstandsmand, der medvirkede til sprængningen af Langåbroerne. Han blev sammen med fire andre henrettet i Skæring af den tyske besættelsesmagt.
Efter realeksamen og handelsskoleeksamen kom Anders W. Andersen i lære i en teknisk maskin- og olieforretning. Han var medlem af Randers Konservativ Ungdom og tidligere medlem af FDF. I Randers blev han medlem af en sabotagegruppe.
Efter Langå-broernes sprængning blev han 2 dage senere, den 19. november 1943 arresteret ved de første anholdelser. Den 24. november 1943 blev han ved tysk krigsret dømt til døden for sabotage sammen med de øvrige Randers-sabotører. Han blev henrettet den 2. december 1943 og begravet i Oksbøl. Efter krigen blev hans lig fundet på Kallesmærsk Hede i Oksbøl og flyttet til Mindelunden på Randers Nordre Kirkegård.
I afskedsbrevet til forældrene skrev han bl.a.:
| Citat | Min kæreste Far og Moder, først nu ved jeg, hvad kærlige Forældre betyder i Livet, har man dem, saa kan man roligt se alting i Møde - jeg ved, at de forstaar En. Mor og Far, jeg går rank og rolig ind i Evigheden, jeg ved jo, at blot man tror paa Gud, da har man intet at frygte. Far og Mor, gid Gud vil velsigne Eder. De sidste kærlige Hilsener fra jeres lykkelige Søn Anders. | Citat |
|       | |       |